# 黃腳銀鷗
黃腳銀鷗（学名：[Larus cachinnans] 错误：{{Lang}}：文本有斜体标记（帮助））为鷗科鷗屬下的一个种。
2022年，为减少因一系列分类变化后造成的混乱，同时也与其分布范围符合，“中国鸟类名录”10.0版将黄脚银鸥的中文名修改为里海银鸥。